# Nacionalno geslo
Nacionalno geslo je simboličen izraz pripadnosti državi ali narodu, podobno kot drugi državni simboli: zastava, grb in državna himna. Posamezne države ga lahko zapišejo v ustavo, lahko pa državljane povezuje tudi v neformalni obliki.
Nacionalna gesla posameznih držav sveta:
- Andora: Virtus unita fortior (latinsko, »Združena moč je močnejša«)
- Antigva in Barbuda: Each endeavouring, all achieving (angleško, »Vsak si prizadeva, vsi dosežejo«)
- Argentina: En unión y libertad (špansko, »V zvezi in svobodi«)
- Avstro-Ogrska: Indivisibiliter ac Inseparabiliter (latinsko, »Nedeljivi in neločljivi«)
- Bahami: Forward upward onward together (angleško, »Naprej, navzgor, vedno skupaj«)
- Barbados: Pride and Industry (angleško, »Ponos in industrija«)
- Belgija: L'union fait la force in Eendracht maakt macht (francosko in nizozemsko, »Enotnost daje moč«)
- Belize: Sub umbra floreo (latinsko, »V senci cvetim«)
- Bolgarija: Съединението прави силата (bolgarsko, »V zvezi je moč«)
- Brazilija: Ordem e progresso (portugalsko, »Red in napredek«)
- Brunej: Brunei darussalam (malezijsko, »Brunei, zavetje miru«)
- Češka: Pravda vítězí! (češko, »Resnica prevlada!«)
- Čile: Por la razón o la fuerza (špansko, »Zaradi pameti ali moči«)
  - Post Tenebras Lux (latinsko, »Po temi, luč«) (staro)
  - Aut concilio, aut ense (latinsko, »Zaradi pameti ali meča«) (staro)
- Danska: kraljevi motto Margarete II.: Guds hjælp, Folkets kærlighed, Danmarks styrke (dansko, »Božja pomoč, človeška ljubezen, danska moč«)
- Evropska unija: Združeni v raznolikosti (glej Simboli Evropske unije za ostale jezike)
- Fidži: Rerevaka na Kalou ka Doka na Tui (fidžijsko, »Boj se Boga in časti kraljico«)
- Francija: Liberté égalité, fraternité (francosko, »Svoboda, enakost, bratstvo«)
- Gibraltar: Nulli expugnabilis hosti (latinsko, »Nezavzet od sovražnika«)
- Grčija: Ελευθερια η θανατος (grško, »Svoboda ali smrt«)
- Gvajana: One people, one nation, one destiny (angleško, »Eno ljudstvo, en narod, ena usoda«)
- Haiti: L'union fait la force (francosko, »V slogi je moč«)
- Indija: Satyameva jayate (sanskrt, »Pravica edina zmaga«)
- Indonezija: Bhinneka Tunggal Ika (staro javansko, »Združeni v raznolikosti«)
- Izrael: אִם תִרְצוּ, אֵין זוֹ אַגָדה (hebrejsko Im tirzu ein zo agada, »Kar si želiš, niso sanje«)
- Kambodža: »Narod, vera, kralj«
- Kanada: A mari usque ad mare (latinsko, »Od morja do morja«)
- Kenija: Harambee (svahili, »Delajmo skupaj«)
- Kiribati: Te mauri, te raoi ao te tabomoa (kiribaško, »Zdravje, mir in napredek«)
- Kolumbija: Libertad y orden (špansko, »Svoboda in red«)
- Laos: »Mir, neodvisnost, demokracija, enotnost in napredek«
- Luksemburg: Mir wëlle bleiwe wat mir sin (luksemburško, »Želimo ostati to, kar smo«)
- Makedonija:Sloboda ili smrt (makedonsko, »Svoboda ali smrt«)
- Malezija: Bersekutu Bertambah Mutu (malajsko, »Enotnost povečuje moč«)
- Mauritius: Stella clavisque Maris Indici (latinsko, »Zvezda in ključ Indijskega oceana«)
- Mehika: El respeto al derecho ajeno es la paz (špansko, »Respect for the rights of others is peace«)
- Monako: Motto monaškega princa: Deo juvante (latinsko, »Z Božjo pomočjo«)
- Namibija: Unity, liberty, justice (angleško, »Enotnost, svoboda, pravica«)
- Nauru: God's will first (angleško, »Najprej Božja volja«)
- Nemčija: Einigkeit und Recht und Freiheit (nemško, »Enotnost in pravica in svoboda«)
  - Schleswig-Holstein: Up ewig ungedeelt (nižjenemško, »Za vedno nedeljiv«)
- Nepal: »Domovina je vredna več kot nebeško kraljestvo«
- Nizozemska: Je maintiendrai (francosko, »Vzdrževal bom«)
  - Nizozemski Antili: Libertate unanimus (latinsko, »Združeni v svobodi«)
- Norveška: kraljevi motto: Alt for Norge (norveško, »Vse za Norveško«)
- Panama: Pro mundi beneficio (latinsko, »Za dobro sveta«)
- Filipini: Isang Bansa, Isang Diwa (filipinsko, »En narod, en duh«)
- Poljska: nima; na večini vojaških zastav se pojavljata gesli Honor i Ojczyzna (poljsko, »Čast in očetnjava«) in Bóg, Honor, Ojczyzna (»Bog, čast, očetnjava«)
- Saint Lucia: The land, the people, the light (angleško, »Dežela, ljudje, svetloba«)
- San Marino: Libertas (latinsko, »Svoboda«)
- Senegal: Un peuple, un but, une foi (francosko, »En narod, en cilj, ena vera«)
- Sejšeli: Finis coronat opus (latinsko, »Konec krona delo«)
- Severna Koreja: »Zagotovo zmaga, kdor verjame ljudem in je od njih odvisen«
- Sierra Leone: Unity, freedom, justice (angleško, »Enotnost, svoboda, pravica«)
- Singapur: Majulah Singapura (malajsko, »Naprej, Singapur«)
- Srbija: nima, neuradno geslo Samo sloga Srbina spašava (srbsko, »Le sloga rešuje Srbe«)
- Salomonovi otoki: To Lead is to serve (angleško, »Voditi pomeni služiti«)
- Sovjetska zveza: Пролетарии всех стран, объединяйтесь! (rusko, »Proletarci vseh dežel, združite se!«)
- Surinam: Justitia, pietas, fides (latinsko, »Pravica, spoštovanje, zvestoba«)
- Svazi: Siyinquaba (svazijsko, »Mi smo trdnjava«)
- Španija: Plus ultra (latinsko, »Še naprej«). Med Francovim fašističnim režimom je bilo geslo Una, grande y libre (špansko, »Ena, velika in svobodna«).
- Švedska: kraljevi motto: För Sverige i tiden (švedsko, »Za Švedsko, s časom«)
- Tajska: »Dežela nasmehov«
- Turčija: Yurtta Sulh, Cihanda Sulh (turško, »Mir doma, mir na svetu«)
- Tuvalu: Tuvalu mo te Atua (tuvalsko, »Tuvalu za Vsemogočnega«)
- Ukrajina: Воля, Злагода, Добро (ukrajinsko, »Svoboda, skladnost, dobro«)
- Urugvaj: Libertad o muerte (špansko, »Svoboda ali smrt«)
- Vietnam: Ðộc lập, tự do, hạnh phúc (vietnamsko, »Neodvisnost, svoboda in sreča«)
- Vzhodni Timor: Honra, pátria e povo (portugalsko, »Čast, domovina in ljudje«)
- Združeno kraljestvo: kraljevi motto: Dieu et mon droit (francosko, »Bog in moja pravica«)
- Združene države Amerike: In God we trust (angleško, »Zaupamo Bogu«) in E Pluribus Unum (latinsko, »Iz mnogih, eno«).